# Emil Prager

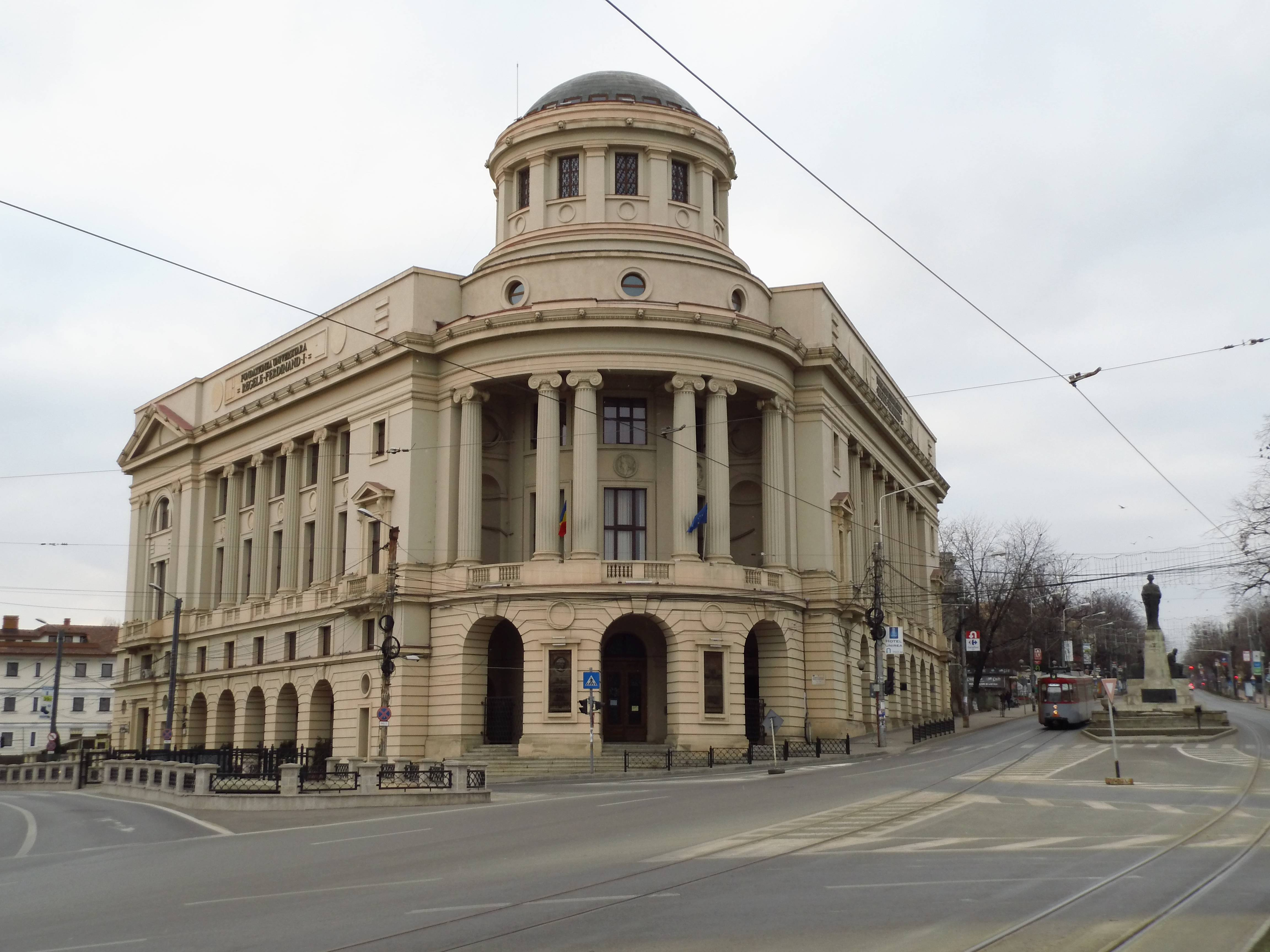
Biblioteca Centrală Universitară, Iași

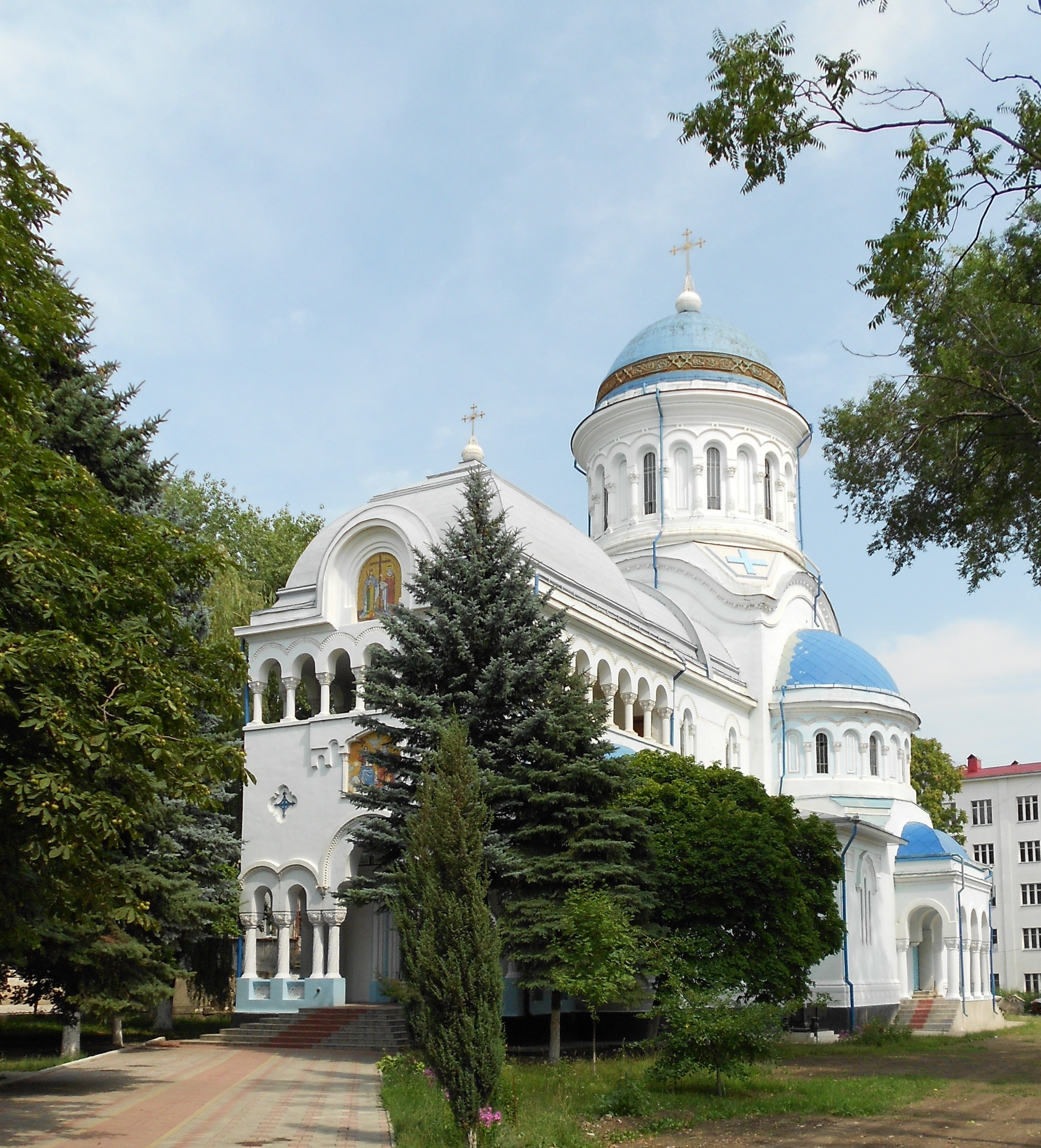
Catedrala episcopală din Bălți în prezent

Emil Prager (n. 18/31 august 1888, București – d. 1 februarie 1985) a fost un renumit inginer constructor român din perioada interbelică. S-a făcut remarcat în special datorită inițiativei de a folosi în premieră betonul armat în construcțiile din România.
Emil Prager s-a nascut la Bucuresti în mahalaua Cazărmii, ca fiu al funcționarului comercial Iulius Prager si al Mariei, casnică, ambii sosiți din comuna bănățeană Pâncota, în care începând din sec. al XVIII-lea trăia și o comunitate de șvabi.
Emil Prager a fost căsătorit cu actrița Elvira Godeanu (1904 - 1991).
Pentru merite deosebite în domeniul construcțiilor, a fost decorat cu Ordinul „Steaua Republicii Socialiste România”, clasa a IV-a (Decretul nr. 104 din 22 februarie 1966.

## Construcții
- Sala Dalles (1932), arhitect Horia Teodoru[4]
- Biblioteca Centrală Universitară din Iași (1930-1934, arhitect Constantin Iotzu)
- Palatul Senatului (1938-1941, arhitect Emil Nădejde)
- Asociația Inginerilor de Mine - Bd. Brătianu 59, București (1926-1927), arhitect Paul Smarandescu
- Palatul fostei Societăți de asigurări Dacia - România - Bd. Elisabeta 24, București (1928-1929), arhitect Arghir Culina
- Catedrala episcopală din Bălți (1925-1929), arhitect Adrian Gabrilescu[5]
- Centrala electrică "Steaua Electrică", Florești - Prahova (1921-1922), arhitect Duiliu Marcu
- Palatul Societății de Asigurări Generale, Calea Victoriei 101 (sau 100[6]), București (1929), arhitecți Nicolae Nenciulescu și George Negoescu